# Fred Hirsch
Pour les articles homonymes, voir Hirsch.
Fred Hirsch (6 juillet 1931 à Vienne en Autriche – 10 janvier 1978 à Royal Leamington Spa en Angleterre) est un économiste autrichien hétérodoxe connu pour sa critique sociale de la croissance économique, la compétition exacerbée et l'aliénation psychique en résultant. Il est notamment l'auteur du concept économique de bien positionnel.

## Présentation

### Biographie
Né en 1934 au sein d'une famille de la bourgeoisie intellectuelle juive ashkénaze viennoise, Fred Hirsch et sa famille émigrent précipitamment vers le Royaume-Uni à la suite de la Guerre civile autrichienne, de l'Anschluss et de la montée rapide de l'antisémitisme en Autriche. 
En 1952, Fred Hirsch est diplômé de la London School of Economics. Il travaille par la suite comme journaliste économique pour la rédaction londonienne du journal The Economist, puis pour le Fonds monétaire international (FMI).
En 1975, il devient professeur d’économie internationale à l’université de Warwick en Angleterre. Il meurt à 46 ans, en janvier 1978, des suites d'une maladie de Charcot.

### Travaux
Post-keynésien, ses recherches ont surtout porté sur l'inflation. Il est l’auteur de plusieurs articles scientifiques et d'ouvrages sur les questions monétaires internationales (Alternatives to Monetary Disorder, 1977) et sur l’inflation (The Political Economy of Inflation, 1978). Toutefois, sa renommée tient surtout à la publication de The Social Limits to Growth, paru en 1976. Sa principale thèse est que la croissance matérielle ne peut plus apporter ce qui a longtemps été sa promesse : une classe moyenne à portée de tous. En effet, certains biens de consommation, comme le logement et le foncier bien situés sont intrinsèquement rares et rivaux, et un surcroît de production matérielle ne peut aucunement résoudre cette problématique. Sa mort précoce ne lui permettra cependant pas de développer davantage cette thèse.

### Publications
- The Social Limits to Growth, 1976 ; traduit en français en 2016 sous le titre de Les Limites sociales de la croissance, édité par l'Institut Veblen et Les Petits matins,  (ISBN 978-2-36383-207-8)
- Alternatives to Monetary Disorder, 1977
- Alternatives to Monetary, 1978
- The Political Economy of Inflation, 1978

## Critique sociale de la croissance
Selon Hirsch, au-delà d'un certain seuil de richesse matérielle, la consommation revêt un caractère toujours plus social par lequel la satisfaction que l'on tire d'un bien ou d'un service dépend étroitement de la consommation que les autres individus font de ces mêmes biens ou services. Les individus doivent composer avec la rareté de certains biens et services (rareté physique ou sociale) et se trouvent confrontés à des phénomènes de congestion et de pénurie sociale qui dégradent la satisfaction tirée des fruits de la croissance. En l'absence d'une régulation politique, ces phénomènes de congestion et de pénurie sociale entraînent une lutte entre individus pour l'acquisition de ce que Hirsch nomme les biens positionnels. Une lutte coûteuse à l'origine d'un réel gaspillage social.
Dès lors, l'impact de la croissance économique sur le bien-être de la société change. Jeu à somme positive dans le secteur matériel, elle devient un jeu à somme nul lorsqu'elle se déplace vers le secteur positionnel. En effet, les places qu'un individu gagne sont nécessairement perdues par d'autres et le bien-être global reste inchangé. Pire, la croissance peut même devenir un jeu à somme négative car, en luttant pour préserver leur position ou gagner des places, les individus et la société dans son ensemble gaspillent de l'énergie, du temps et des ressources pour un résultat nul.
Hirsch illustre ce phénomène en prenant l'image d'une salle de concert. Dans une salle de concert, ceux qui, compte tenu de leur petite taille (relative), peinent à voir la scène, auront tendance à se mettre sur la pointe des pieds. Ce faisant, il masqueront la vue des personnes situées derrière eux, qui se mettront à leur tour sur la pointe des pieds. Finalement, toute la salle se hisse sur la pointe des pieds et s'épuise sans que personne n'obtienne une meilleure vue qu'au départ. En économie comportementale et transactionnelle, il s'agit ainsi d'un jeu à somme nulle.